# رودلف فوغل
رودلف فوغل (بالألمانية: Rudolf Vogel)‏ (و. 1900 – 1967 م) هو ممثل مسرحي، وممثل أفلام، وممثل تلفزي، ومؤدي أصوات ألماني، ولد في بلانغ، توفي في ميونخ، عن عمر يناهز 67 عاماً.

## جوائز
حصل على جوائز منها:

نيشان استحقاق صليب الضباط لجمهورية ألمانيا الاتحادية

## وصلات خارجية
- رودلف فوغل على موقع IMDb (الإنجليزية)
- رودلف فوغل على موقع مونزينجر (الألمانية)
- رودلف فوغل على موقع ألو سيني (الفرنسية)
- رودلف فوغل على موقع أول موفي (الإنجليزية)
- رودلف فوغل على موقع قاعدة بيانات الأفلام السويدية (السويدية)
- رودلف فوغل على موقع قاعدة بيانات الفيلم (الإنجليزية)
- رودلف فوغل على موقع كينوبويسك (الروسية)